# Futebol nos Países Baixos
Futebol é o esporte nacional dos Países Baixos e foi introduzido no país no século XIX por Pim Mulier, que em 1879, aos catorze anos, fundou o Koninklijke Haarlemsche Football Club.
Nos trinta anos seguintes o futebol ganhou popularidade no país, tendo sido fundados diversos clubes ao final da década de 1890 e começo da década de 1900, notadamente o Sparta Roterdã ainda em 1888 e o AFC Ajax em 1900, clubes destacados ainda em atividade, nas duas maiores cidades da nação.
A Real Associação de Futebol dos Países Baixos (KNVB) foi fundada em 8 de dezembro de 1889 e afiliou-se a FIFA em 1905, como um dos membros-fundadores, junto as associações de futebol de França, Bélgica, Dinamarca, Espanha, Suécia e Suíça.
Ajax, PSV Eindhoven e Feyenoord são os  clubes holandeses campeões da Liga dos Campeões da UEFA, a maior competição do continente, e também nessa ordem os maiores vencedores da Eredivisie, o Campeonato Holandês da Primeira Divisão, sendo por isso os clubes mais destacados do país.

## Competições
- Copa dos Países Baixos
- Eerste Divisie
- Eredivisie
- Eurovoetbal
- Supercopa dos Países Baixos
- Torneio de Amsterdã
- Topklasse
- Torneio de Rotterdam
- Tweede Divisie